# Вассиан (Чудновский)
Епископ Вассиан (в миру Василий Иванович Чудновский; 16 [28] декабря 1805, Белополье, Слободско-Украинская губерния — 3 [15] января 1883, Пермь) — епископ Русской православной церкви, епископ Пермский и Верхотурский. Представитель группы украинофилов в Синодальной РПЦ XIX века.

## Биография
Родился 16 (28) декабря 1805 года в семье малороссийского священника г. Белополья Слободско-Украинской губернии, который привил сыну отличительный украинский патриотизм.
В 1827 году с серебряной медалью окончил курс Харьковского коллегиума (семинарии) и поступил в Киевскую духовную академию; 10 февраля 1829 года был пострижен в монашество.
Окончив курс академии со степенью магистра богословия, был назначен инспектором и профессором церковно-библейской истории и немецкого языка Волынской духовной семинарии; 4 октября 1831} года рукоположен во иеромонаха.
С 29 октября 1833 года был в Петрозаводске инспектором Олонецкой духовной семинарии; также преподавал славянский и греческий языки, Священное Писание и патристику, неоднократно исполнял обязанности ректора; с 23 декабря 1840 года состоял членом Олонецкой консистории.
С 1 сентября 1842 года был инспектором и профессором церковно-библейской истории, археологии и канонического права Астраханской духовной семинарии; с 20 января 1843 года — настоятель Покрово-Болдинского монастыря Астраханской епархии, с 21 декабря того же года — архимандрит. С 9 мая 1844 года был назначен исполняющим обязанности ректора Астраханской духовной семинарии, 28 февраля 1846 года утверждён в должности с назначением настоятелем Спасо-Преображенского монастыря при оставлении в его ведении также Покрово-Болдинского монастыря; с 3 декабря 1844 года состоял также благочинным монастырей Астраханской епархии.
В характере епископа Вассиана современники отмечали смелость, прямоту и критичность по отношению к великорусскому духовенству. Особенно резко он говорил о Филарете (Гумилевском) и, как полагали, за свою резкость он был отстранён от должности ректора.
С 21 февраля 1854 года — ректор Черниговской духовной семинарии и настоятель Елецкого монастыря.
С 27 января 1860 года — настоятель Нежинского Благовещенского монастыря.
С 6 мая 1861 года — настоятель Новгород-Северского Спасо-Преображенского монастыря.
Был хиротонисан 21 ноября 1866 года во епископа Екатеринбургского, викария Пермской епархии. На Екатеринбургской кафедре епископ Вассиан пользовался немалой властью и как архипастырь и как толковый администратор, хотя кафедра и была викарной.
С 9 сентября 1876 года — епископ Пермский и Верхотурский.
Внешне преосвященный Вассиан был бодрый, здоровый и совершенно седой. Говорил по-украински. Был награждён орденами: Св. Анны 2-й и 1-й степеней (1849, 1868), Св. Анны 2-й степени с императорской короной (1854), Св. Владимира 3-й и 2-й степеней (1866, 1881).
Скончался 3 (15) января 1883 года в Перми. Похоронен на Архиерейском кладбище.